# Rome sauvée
Pour les articles homonymes, voir Catilina (homonymie).
Rome sauvée, ou Catilina est une tragédie de Voltaire écrite en 1752.
Elle reprend l'intrigue de la conjuration de Catilina. Dans cette tragédie, Voltaire déforme les faits en transformant par exemple la façon par laquelle Cicéron apprit la conjuration (Fulvia, amie de Curius qui le trahit) dans le but qu'elle soit plus adaptée à la tragédie (Aurélia Orestilla, la propre épouse de Catilina qui le trahit). À la fin de la pièce, c'est César qui est triomphant.

## Trame
Acte 1
L'action se déroule entre le palais d'Aurélie et le temple de Tellus, reliés par une galerie au rez-de-chaussée.
Catilina planifie le renversement. Son épouse Aurélie tente de l'en dissuader : Cicéron, son père, Caton, Rome et les dieux sont du côté opposé. Il y a des troubles à Rome. Cicéron accuse Catiline d'être le patron ou le complice des fauteurs de troubles – il rejette ces accusations. – Cicéron dit à Catiline qu'il devrait fuir Rome s'il est coupable. Dans une conversation avec Caton, Cicéron indique clairement qu'il considère Catilina comme plus dangereuse que César. Il recherche les complices des sombres complots de Catiline.
Acte 2
Catilina craint par-dessus tout sa femme. Il discute avec les co-conspirateurs de Céthégu et Sura pour savoir si César pourrait être leur co-conspirateur. Cependant, une conversation entre Catiline et César montre clairement qu'il ne peut pas être convaincu de l'affaire. Catilina rencontre les conspirateurs restants : le jour de la vengeance est venu. Tout est préparé. Cicéron serait la première victime, et César et Caton seraient également sacrifiés. Catilina et ses partisans prêtent serment commun.
Acte 3
Catilina suppose que son armée sera à Rome avant que le Sénat puisse agir. Il dit à Aurélie qu'il provoquera le bain de sang à Rome ce jour-là – elle répond qu'il devrait commencer à l'assassiner et aussi tuer son enfant. – Les conspirateurs se rendent compte qu’ils ont été trahis. Cicéron a mis Rome en mode défense. Il dit à Catiline de venir au Sénat s'il l'ose.
Acte 4
Les conspirateurs Céthégus et Sura comparaissent au Sénat. Caton dit : Le crime est sur leurs visages. Cicéron explique qu'il a saisi l'un des co-conspirateurs de Catiline et l'a fait enchaîner. Catilina avoue devant le Sénat, mais tente de justifier ses actes. Cicéron s'exprime contre lui, le traitant de conspirateur et d'assassin de son beau-père Nonnius. César exige des preuves. Aurélie comparaît au Sénat et réclame vengeance pour son père assassiné. Les co-conspirateurs arrêtés blâment Catiline seul. Aurélie exige qu'il soit mis à mort. Elle se suicide. Finalement, Cicéron ne parvient pas à s'affirmer : Catiline quitte le Sénat avec les sénateurs de son parti.
Acte 5
On ne sait pas encore quelle attitude prendra César, s’il veut préserver la patrie ou la détruire. Pour ses efforts, Cicéron reçoit les saints noms de Père et de Vengeur - la bonne onction pour celui qui cherche la gloire. Il préconise que les conspirateurs Céthégus et Sura soient punis de mort.
César se comporte de manière opportuniste et montre une joie secrète face à la confusion qui règne à Rome. Caton accuse César devant le Sénat de protéger les suspects, mais ne peut lui nuire. Les conjurés Céthégus et Sura sont exécutés, Catiline tombe au combat.